# Yvon Le Roux
Pour les articles homonymes, voir Le Roux.
Yvon Le Roux, né le 19 avril 1960 à Plouvorn (Finistère), est un footballeur international français qui évoluait au poste de défenseur.
Sélectionné à 28 reprises en équipe de France de football, il est Champion d'Europe des Nations en 1984, vainqueur de la Coupe Intercontinentale des Nations en 1985 et troisième de la Coupe du Monde en 1986.

## Carrière
Formé au Stade brestois, le défenseur accompagne l'apparition du club breton au plus haut niveau au début des années 1980. Il y remporte notamment le championnat de Division 2 en 1981 et s'impose vite comme un titulaire indiscutable au sein de l'élite française. En 1982 il est international espoirs. En 1983, il gagne en reconnaissance et ainsi le néo-international français signe à l'AS Monaco, club prestigieux du championnat de France, où il remporte la Coupe de France et assoit sa place de titulaire en équipe de France. Il fait même partie du groupe remportant le championnat d'Europe des Nations en 1984, dont il dispute le match d'ouverture, la demi-finale et la finale, au cours de laquelle il est expulsé.
En 1985, il rentre près de sa Bretagne natale, au FC Nantes. Vice-champion de France et 1/4 de finaliste de la Coupe de l'UEFA lors de sa première saison chez les canaris, il est naturellement sélectionné avec les Bleus pour la Coupe du Monde 1986. Mais suspendu pour le premier match contre le Canada (victoire 1-0), il reste remplaçant le reste de la compétition, ne jouant que le match pour la 3e place, contre la Belgique (victoire 4-2). En 1987, il signe à l'Olympique de Marseille où Bernard Tapie construit une équipe de haut niveau. Lors de sa première saison marseillaise, il atteint les demi-finales de la Coupe d'Europe des Vainqueurs de Coupe et il obtient la consécration la saison suivante avec le doublé Coupe-Championnat. Mais encore une fois, il quitte de nouveau son club après deux saisons et s'engage en faveur du Paris SG, dauphin de l'Olympique de Marseille en championnat. Sévèrement handicapé par des blessures, il prend sa retraite professionnelle dès la fin de sa première saison parisienne, à 30 ans. Il compte alors 290 matchs de Division 1 (pour 32 buts) et 28 sélections (pour un but).
Il rejoint rapidement son club formateur, qui vient de faire faillite, comme entraîneur. Après deux années, il quitte le monde du football, puis devient un temps directeur sportif de l'US Concarneau (CFA 2).
Le 21 avril 2007, il joue avec le Club Bretagne Football un match face à la sélection Africa Stars
En septembre 2001, il deviendra consultant sur la nouvelle chaîne de télévision TV Breizh en participant à l'émission Foot Breizh.

## Statistiques

### En club
| Saison    | Club                   | Pays | Championnat | Championnat | Championnat | Coupe de France | Coupe de France | Coupe d’Europe | Coupe d’Europe | Coupe d’Europe | France | France | TOTAL  | TOTAL |
| Saison    | Club                   | Pays | Division    | Matchs      | Buts        | Matchs          | Buts            | Coupe          | Matchs         | Buts           | Matchs | Buts   | Matchs | Buts  |
| --------- | ---------------------- | ---- | ----------- | ----------- | ----------- | --------------- | --------------- | -------------- | -------------- | -------------- | ------ | ------ | ------ | ----- |
| 1977-1978 | Stade brestois         |      | Division 2  | 12          | 0           | 0               | 0               | -              | -              | -              | -      | -      | 12     | 0     |
| 1978-1979 | Stade brestois         |      | Division 2  | 33          | 8           | 3               | 0               | -              | -              | -              | -      | -      | 36     | 8     |
| 1979-1980 | Stade brestois         |      | Division 1  | 27          | 2           | 1               | 0               | -              | -              | -              | -      | -      | 28     | 2     |
| 1980-1981 | Stade brestois         |      | Division 2  | 27          | 3           | 0               | 0               | -              | -              | -              | -      | -      | 27     | 3     |
| 1981-1982 | Stade brestois         |      | Division 1  | 31          | 2           | 3               | 0               | -              | -              | -              | -      | -      | 34     | 2     |
| 1982-1983 | Stade brestois         |      | Division 1  | 36          | 8           | 7               | 2               | -              | -              | -              | 2      | 1      | 45     | 11    |
| 1983-1984 | AS Monaco              |      | Division 1  | 36          | 4           | 10              | 2               | -              | -              | -              | 10     | 0      | 56     | 6     |
| 1984-1985 | AS Monaco              |      | Division 1  | 13          | 2           | 6               | 3               | C3             | 1              | 0              | -      | -      | 20     | 5     |
| 1985-1986 | FC Nantes              |      | Division 1  | 37          | 6           | 1               | 1               | C3             | 8              | 1              | 7      | 0      | 53     | 8     |
| 1986-1987 | FC Nantes              |      | Division 1  | 34          | 3           | 1               | 0               | C3             | 1              | 0              | 1      | 0      | 37     | 3     |
| 1987-1988 | Olympique de Marseille |      | Division 1  | 31          | 2           | 1               | 0               | C2             | 7              | 0              | 5      | 0      | 44     | 2     |
| 1988-1989 | Olympique de Marseille |      | Division 1  | 32          | 2           | 7               | 0               | -              | -              | -              | -      | -      | 39     | 2     |
| 1989-1990 | Paris SG               |      | Division 1  | 13          | 1           | 0               | 0               | C3             | 2              | 0              | 3      | 0      | 18     | 1     |
|           |                        |      | TOTAL       | 362         | 43          | 48              | 8               |                | 19             | 1              | 28     | 1      | 457    | 53    |

### En sélection
| But international d'Yvon Le Roux | But international d'Yvon Le Roux | But international d'Yvon Le Roux | But international d'Yvon Le Roux | But international d'Yvon Le Roux | But international d'Yvon Le Roux | But international d'Yvon Le Roux | But international d'Yvon Le Roux | But international d'Yvon Le Roux |
| 0                                | Date                             | Lieu                             | Compétition                      | Résultat                         | Adversaire                       | Détail                           | Détail                           | Sél.                             |
| -------------------------------- | -------------------------------- | -------------------------------- | -------------------------------- | -------------------------------- | -------------------------------- | -------------------------------- | -------------------------------- | -------------------------------- |
| 1er                              | 23 avril 1983                    | Parc des Princes, Paris, France  | Match amical                     | V 4-0                            | Yougoslavie                      | 22e                              | 1-0                              | 1re                              |

## Palmarès

### En club
- Champion de France en 1989 avec l'Olympique de Marseille
- Vainqueur de la Coupe de France en 1985 avec l'AS Monaco en 1989 avec l'Olympique de Marseille
- Champion de France de Division 2 en 1981 avec le Stade brestois
- Finaliste de la Coupe de France en 1984 avec l'AS Monaco

### En équipe de France
- 28 sélections et 1 but entre 1983 et 1989
- Champion d'Europe des Nations en 1984
- Vainqueur de la Coupe Intercontinentale des Nations en 1985
- Troisième de la Coupe du Monde en 1986
- Vainqueur du Tournoi de France en 1988

## Records
Fait partie de l'équipe de France qui dispute 19 matchs sans défaite (entre mars 1989 et le 19 février 1992)